# Peixotoa grandiflora
Peixotoa grandiflora är en tvåhjärtbladig växtart som beskrevs av M. Ferreira. Peixotoa grandiflora ingår i släktet Peixotoa och familjen Malpighiaceae. Inga underarter finns listade i Catalogue of Life.